# LTV1
LTV1 (Latvijas Televīzija-1) — латвийский телеканал, контролируемый компанией LTV.
Канал начал своё вещание 6 ноября 1954, в качестве республиканской студии государственного телевидения Латвийской ССР. В 1991 году получил статус «первого общенационального канала Латвии».
LTV1 — общеформатный канал, в эфире которого представлены многие жанры современного телевидения: информационно-аналитические, развлекательные, детские, образовательные и музыкальные программы, ток-шоу, передачи об искусстве и религии, дебаты и публицистика, художественные, документальные и мультипликационные фильмы, телесериалы.
На LTV1 выходит старейшая в Латвии информационная программа — «Панорама» (латыш. "Panorāma"), первый выпуск которой вышел в эфир 19 марта 1958 года.
В 1993 году на LTV1 вышла утренняя двухчасовая информационно-развлекательная программа «Утро» (латыш. "Rīts") — это был первый подобный проект на латвийском телевидении. С 4 мая 2006 года программа называется «Доброе утро, Латвия!» (латыш. "Labrīt, Latvija!") , с 2 сентября 2013 года – «Утренняя Панорама» (латыш. "Rīta Panorāma").
В 2003 году компания стала организатором и вещателем 48-го конкурса песни Евровидение-2003, который проходил в Риге. 
8 марта 2008 года на Первом канале телевидения Латвии состоялась премьера программы — «Мы»  (латыш. "Mēs esam"), автором и ведущей которой стала бывший Президент Латвии — Вайра Вике-Фрейберга (латыш. Vaira Vīķe-Freiberga) .
Эфирное вещание LTV1 ведётся посредством сети Латвийского государственного центра радио и телевидения — LVRTC, сеть которого покрывает всю территорию Латвии .
LTV1 входит в обязательный социальный пакет телеканалов и транслируется у всех кабельных операторов Латвии. Приём канала возможен и через спутниковые системы. Вещание LTV1 ведётся исключительно на латышском языке. Среднесуточный объём вещания — около 18 часов.
С 1 июня 2010 года эфирное вещание ведётся только в цифровом формате DVB-T(MPEG-4). С 19 мая 2021 года все каналы и контент LTV начали переход из разрешения 576i (стандартной четкости SDTV) на сигнал высокой четкости Full HD (1080i).